# Le Polygone
Le Polygone est un quartier de la ville de Lorient, dans le département français du Morbihan.
Le quartier s'étend le long de l'avenue du général de Gaulle, entre le rond-point de Bir-Hakeim et l'avenue de la Marne. Au sud, il est délimité par le boulevard Général-Gallieni, les rues de Siam, du Général-Frébault et Émile-Corre. Il accueille une population de 1 185 habitants sur 9 ha.

## Histoire
Il est créé en 1782 pour servir à l'instruction de la compagnie d'artillerie et du bataillon auxiliaire des colonies.
Ce fut avant tout un terrain militaire, champ de tir et de manœuvre, d'où il tire son nom : « le Polygone de tir ».
Jusqu’en 1940, seule la partie Sud était utilisée comme manège pour les chevaux de la caserne Frébault. La partie Nord était accessible au public. En 1940, Le Polygone est occupé par les baraquements de l’organisation Todt qui logeaient les ouvriers travaillant à la construction de la base de sous marins.
En 1946, on construit une cité de 180 baraques dont 100 américaines, avec écoles primaires pour filles et garçons ainsi qu’un commissariat de police à l’entrée du Polygone.
C'est vers 1960 que s'édifiera le quartier actuel.
Anciennement une zone urbaine sensible, le Polygone devient un quartier prioritaire en 2015 avec 1 728 habitants en 2018 pour un taux de pauvreté de près de 49 %.